# Marie Bosse
Marie Bosse, italianizzata in Maria Bosse e nota semplicemente come La Bosse (... – Parigi, 8 maggio 1679), è stata una criminale e chiromante francese, preparatrice di veleni, nota per aver preso parte all'affare dei veleni.

## Biografia
Moglie di un mercante di cavalli, Maria Bosse fu una delle più celebri e popolari chiromanti della Parigi del XVII secolo. Alla divinazione affiancava anche l'attività sottobanco di venditrice di veleni, che provvedeva ad aspiranti assassini. Durante una festa La Bosse, ubriaca, si vantò di essersi arricchita vendendo veleni e la sua testimonianza fu riportata alla polizia, che al momento indagava sui numerosi casi di avvelenamento che si stavano verificando nella capitale francese. Le guardie allora inviarono una delle loro mogli sotto copertura dalla Bosse e la donna finse di voler acquistare un veleno per assassinare un nemico; La Bosse le vendette un veleno mortale, causando così la propria caduta.
La mattina del 4 gennaio 1679 Marie Bosse fu arrestata insieme alla figlia Manon e ai figli François e Guillaume; secondo la stampa dell'epoca la famiglia fu arrestata mentre dormiva tutta nello stesso letto, in odore d'incesto. Lo stesso giorno anche Marie Vigoreaux fu arrestata e la donna fece il nome della famiglia della Bosse, di cui sarebbe andata a letto con ogni membro. Le confessioni di La Bosse portarono all'arresto della Voisin, svelando quindi quello che diventerà noto come affare dei veleni.
La Bosse confessò anche di aver venduto a Marguerite de Poulaillon il veleno usato per eliminare il marito. La fine fu brutale per tutte le persone coinvolte: Marie Vigoreaux morì sotto tortura e Marie Bosse fu arsa sul rogo insieme ai figli l'8 maggio 1679.